# Eurata nosswitzi
Eurata nosswitzi là một loài bướm đêm thuộc phân họ Arctiinae, họ Erebidae.